# Zawadka (Basse-Silésie)
Pour les articles homonymes, voir Zawadka.
Zawadka est une localité polonaise de la gmina de Malczyce, située dans le powiat de Środa Śląska en voïvodie de Basse-Silésie.